# 新天地通
新天地通（しんてんちどおり）は、愛知県名古屋市中区大須3丁目にある南北の通り（全蓋式アーケード商店街）。
北端は赤門通、南端は大須通であり、赤門通から東仁王門通までの間には全長250メートルの全蓋式アーケードを有している。商店会の名称は大須新天地通商店街振興組合。

## 歴史

### 開通

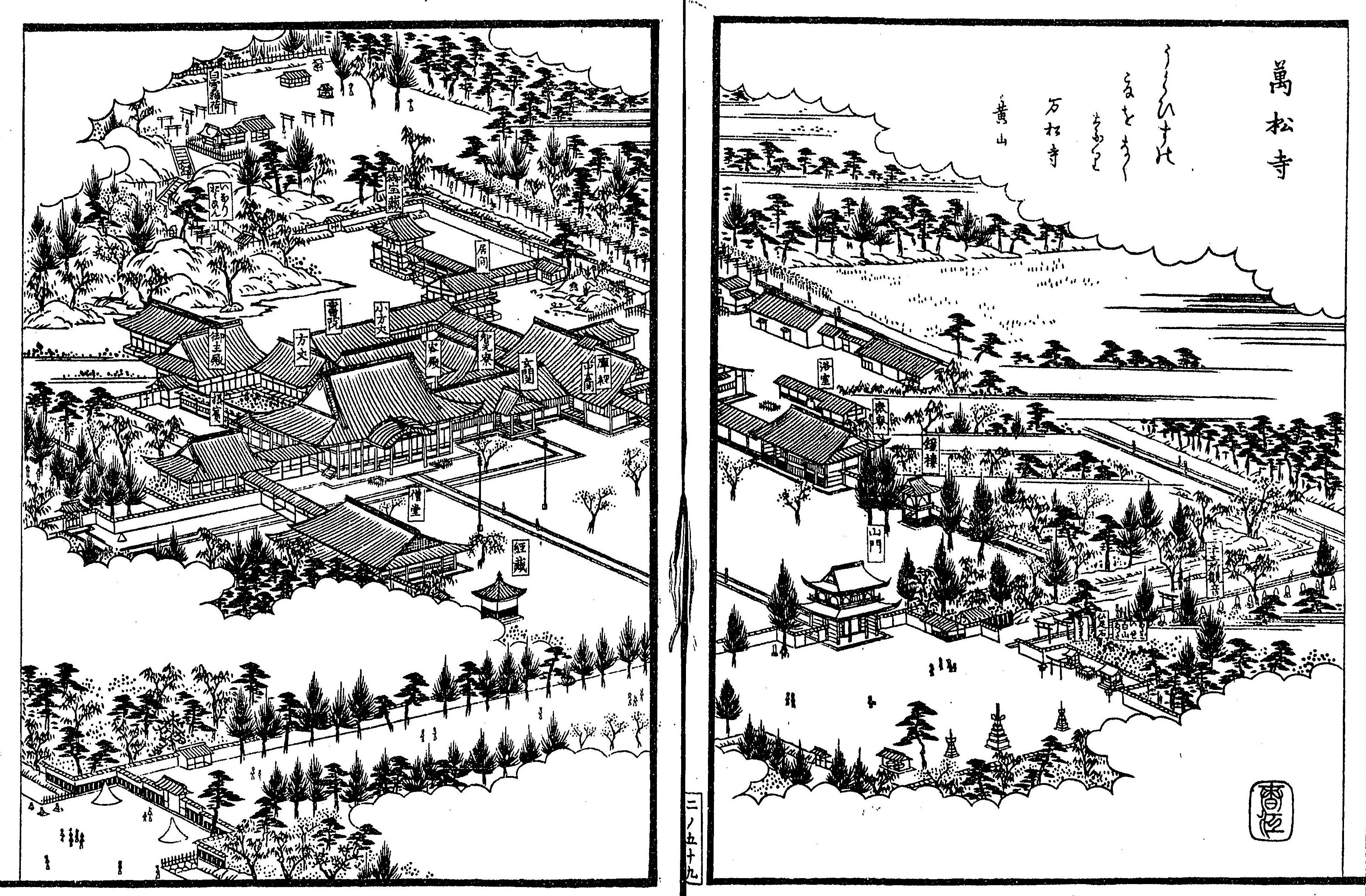
『尾張名所図会』における萬松寺

かつてこの場所には広大な萬松寺の境内が広がっていた。大正時代初期、37世の伊藤覚典和尚は寺院の周囲に商店を誘致することを決めた。本堂を数十メートルほど西に曳家し、新天地通を築いたうえで境内の大部分を第三者に賃借した。

### 映画館街としての繁栄

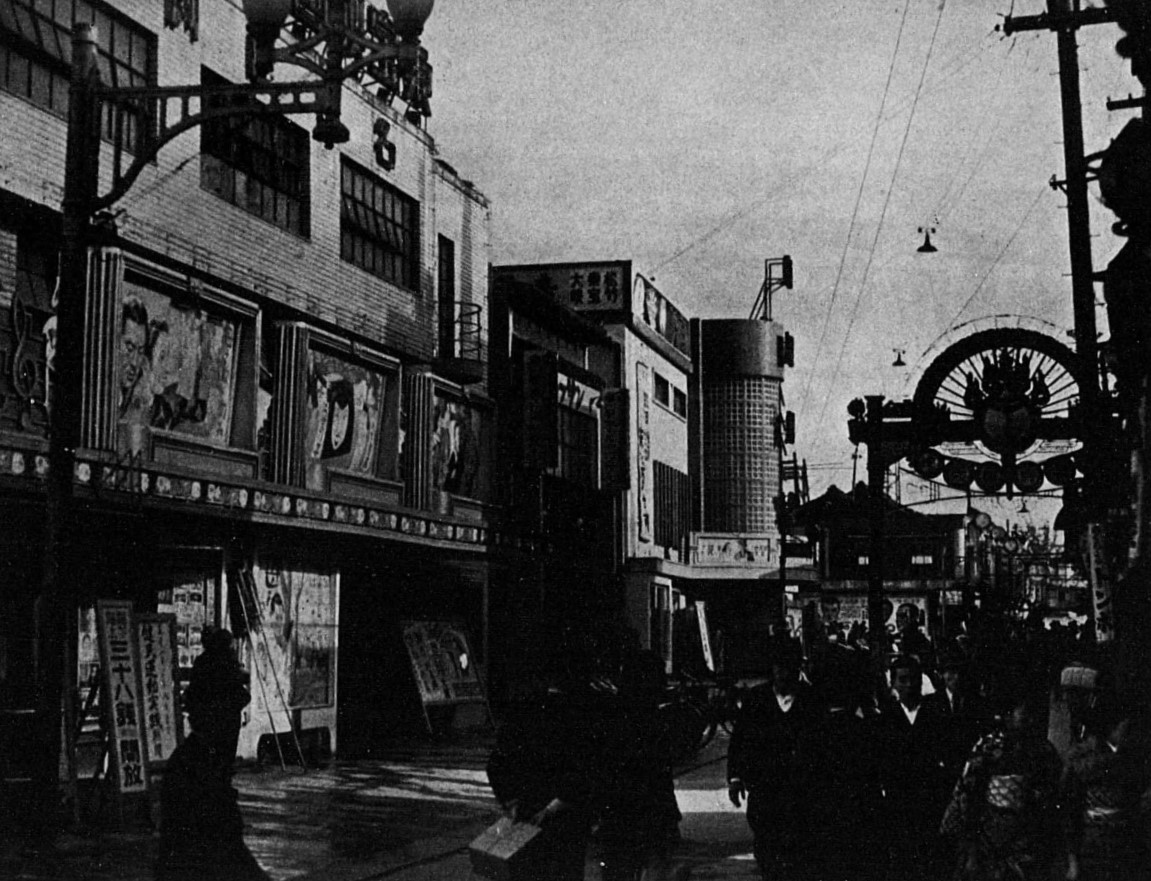
1942年の新天地通

1915年（大正4年）には芝居小屋の帝国座が大須観音近くから萬松寺本堂跡地に移転した。そのすぐ後には帝国座の向かいに寄席の遊楽館ができ、1916年（大正5年）4月初頭には新天地通初の活動常設館に転向した。
1918年（大正7年）夏に全国各地で米騒動が起こると、11月15日には旧本堂跡地の一部を利用してバラックの中公設市場が設置された。1924年（大正13年）1月21日には新天地通の北端部に本建築の中公設市場が建てられ、高瀬兼次郎が旧公設市場跡地を借り受けた。1927年（昭和2年）5月31日には映画館の常盤館（常盤劇場）が開館し、1934年（昭和9年）6月1日には名古屋劇場が開館した。1935年（昭和10年）頃の新天地通には、通りの東側に南から帝国劇場、名古屋劇場、常盤館が並んでおり、通りの西側に帝国館があった。

### 戦後の歴史

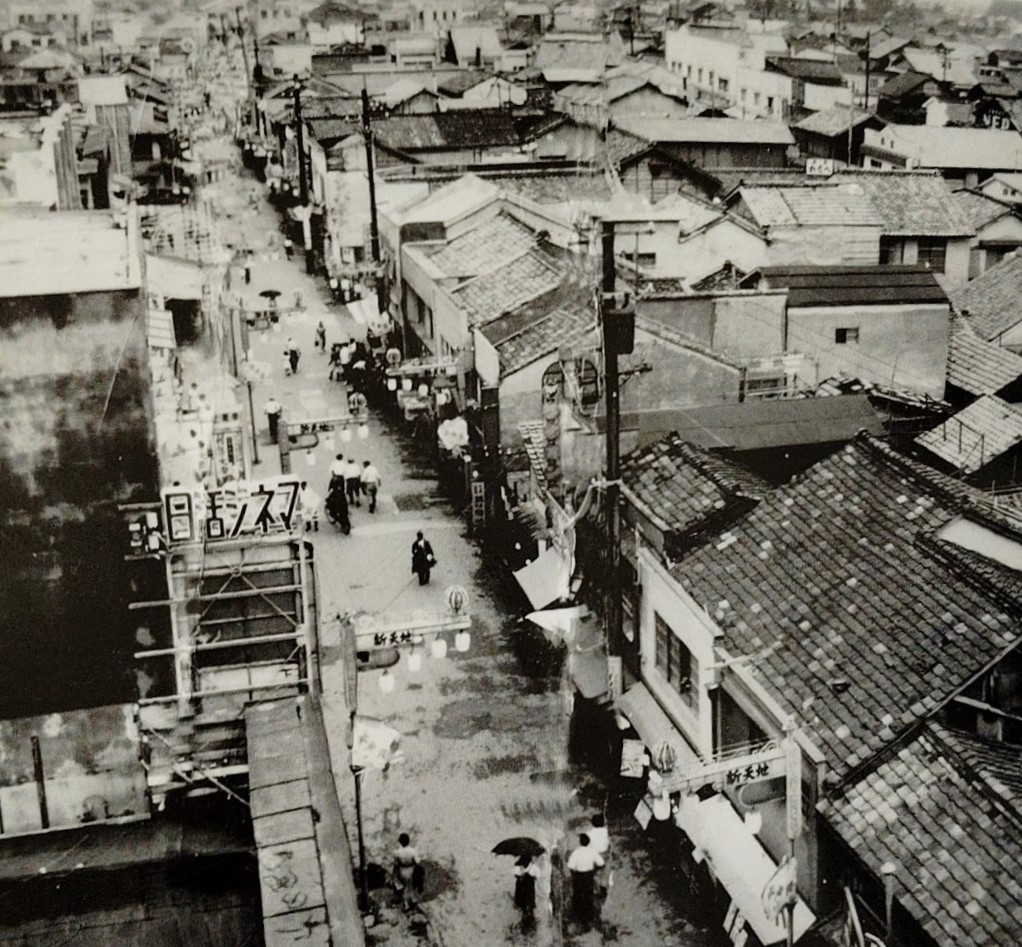
1952年の新天地通

日本の映画館数がピークを迎えた1960年（昭和35年）頃、新天地通の東側には南から万松寺日活、名古屋劇場、平和劇場（後の大須大映）、日活シネマの4館が並んでいた。1972年（昭和47年）6月18日には名古屋劇場が火災で焼失するなど、1972年（昭和47年）から1976年（昭和51年）頃には相次いで閉館し、新天地通から映画館がなくなった。
名古屋劇場の経営者だった高瀬泰昌は、1977年（昭和52年）6月18日にラジオセンター・アメ横共同ビル（後に第1アメ横ビルに改称）を開業させ、パソコン部品の店舗などを集めたビルが人気を博した。1970年代の大須は閑散としたシャッター商店街となっていたとされるが、第1アメ横ビルや1978年（昭和53年）10月に初開催された大須大道町人祭は大須の復活の立役者とされている。
1996年（平成8年）から全蓋式アーケードの建て替えに着手し、1998年（平成10年）11月13日に完成披露パーティが開催された。
2009年（平成21年）の大須大道町人祭の前夜祭では金玉転がしが行われ、万松寺通、大須観音通、新天地通、赤門通は北チーム、東仁王門通、仁王門通、門前町通、大須本通は南チームとなった。

## 施設

### 現存する施設
- 萬松寺

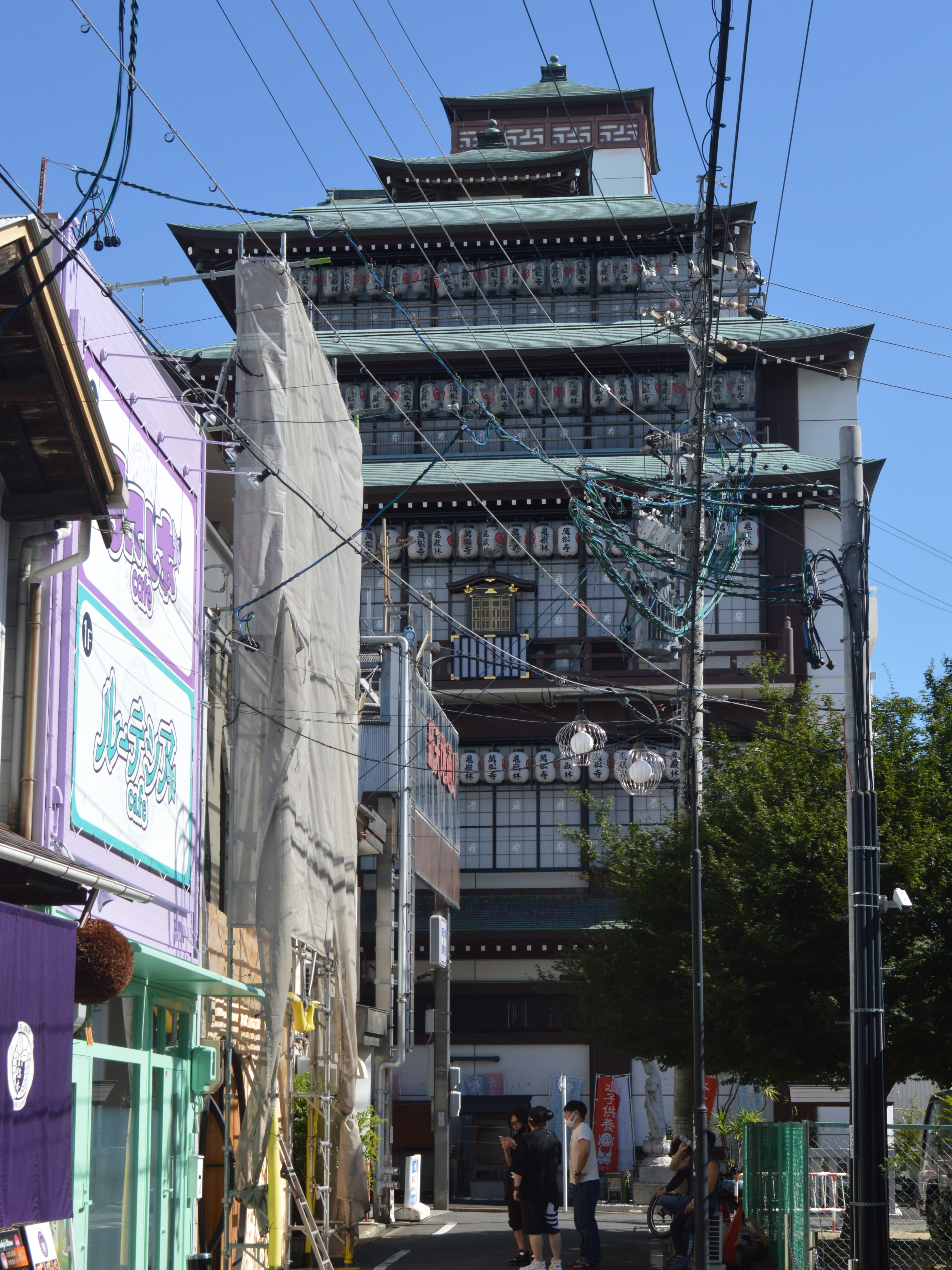
萬松寺

- 三輪神社 - 新天地通のアーケード北端部からさらに北に歩いた場所にある。
- ふれあい広場 - 東仁王門通と交わる場所にある。毎週日曜には大須サンデー大道芸が催されている[6]。1951年（昭和26年）1月27日、この場所のロータリーに高さ約6メートルのネオン塔が完成した[7]。2010年（平成22年）3月25日、ふれあい広場に寺院風のアーケードが設置された[6]。
- 大須301ビル - 2003年（平成15年）12月6日、大須30番第1地区に開業した商業ビル[8]。
  - ドン・キホーテ大須店
  - 松屋コーヒー本店
- 万松寺ビル - 万松寺日活の跡地を含む。
  - タイトーステーションフェドラ大須店
  - サンアール大須 - 名古屋競馬場の場外馬券場。
- コンパル大須本店
- 第1アメ横ビル - 商業ビル。名古屋劇場の跡地。
- 万松寺パーキングビル - 商業施設の名称はメガタウン。大須大映劇場と日活シネマの跡地。
- タイトーステーション大須店
- MultinaBox - 2019年（令和元年）に開業した商業ビル。中公設市場跡地に矢作建設工業が整備した[9]。矢作地所の50年間の時限借地によるもの[9]。延床面積は約3600平方メートルで、鉄骨3階建て[9]。3階の一部にオフィスフロアがあり、それ以外のスペースにテナントが8店舗入居する[9]。

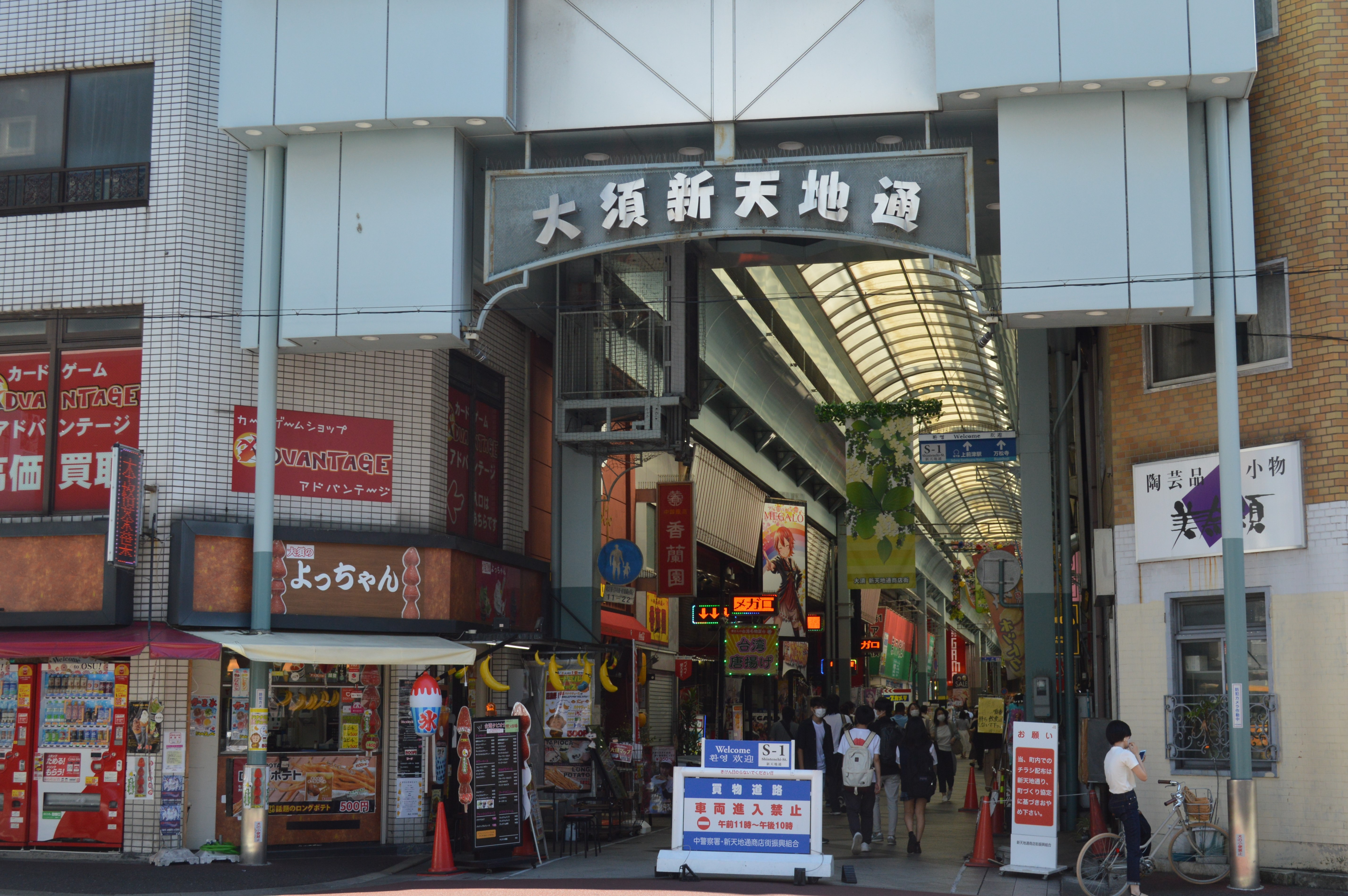
赤門通と交差する北端部
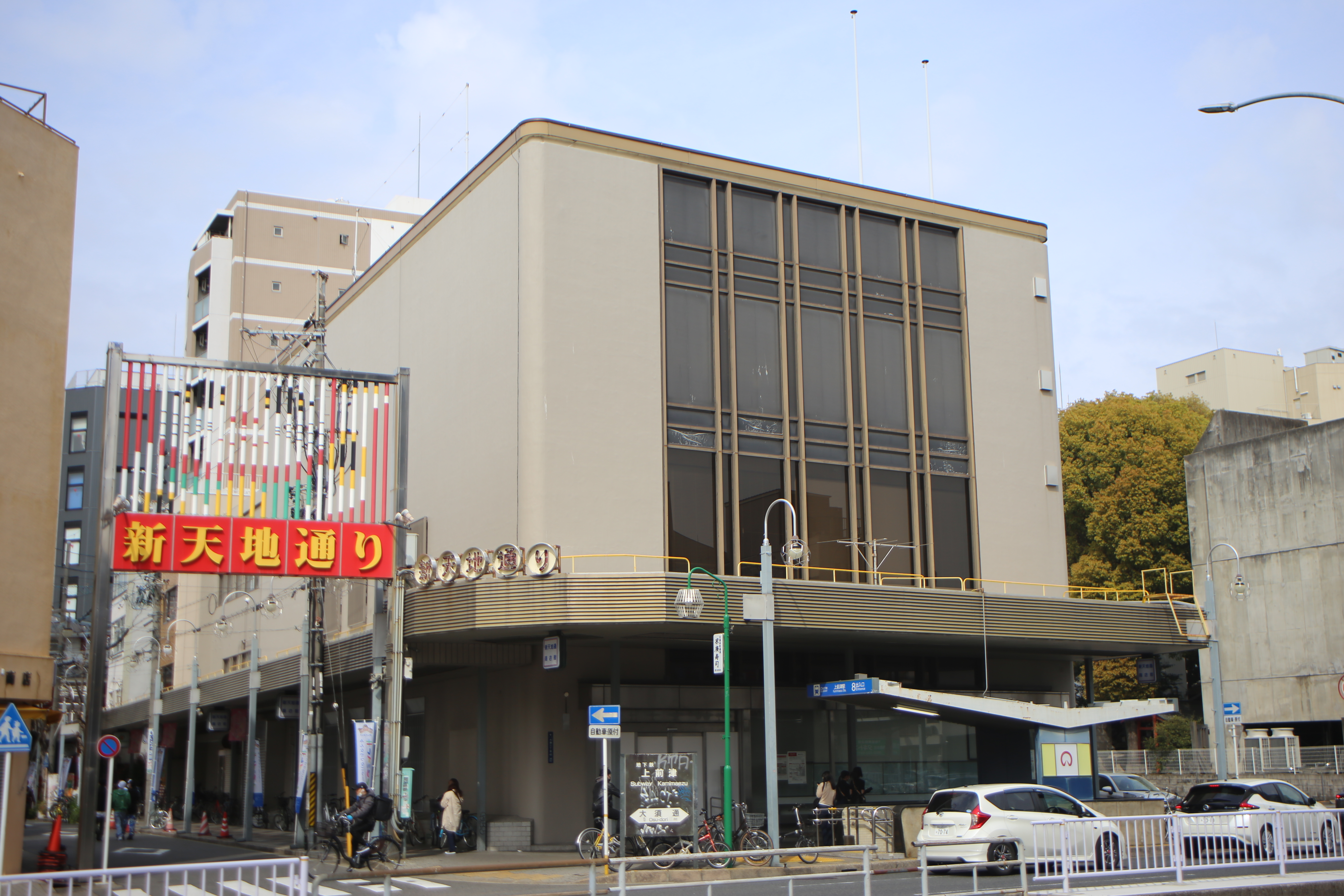
大須通と交差する南端部
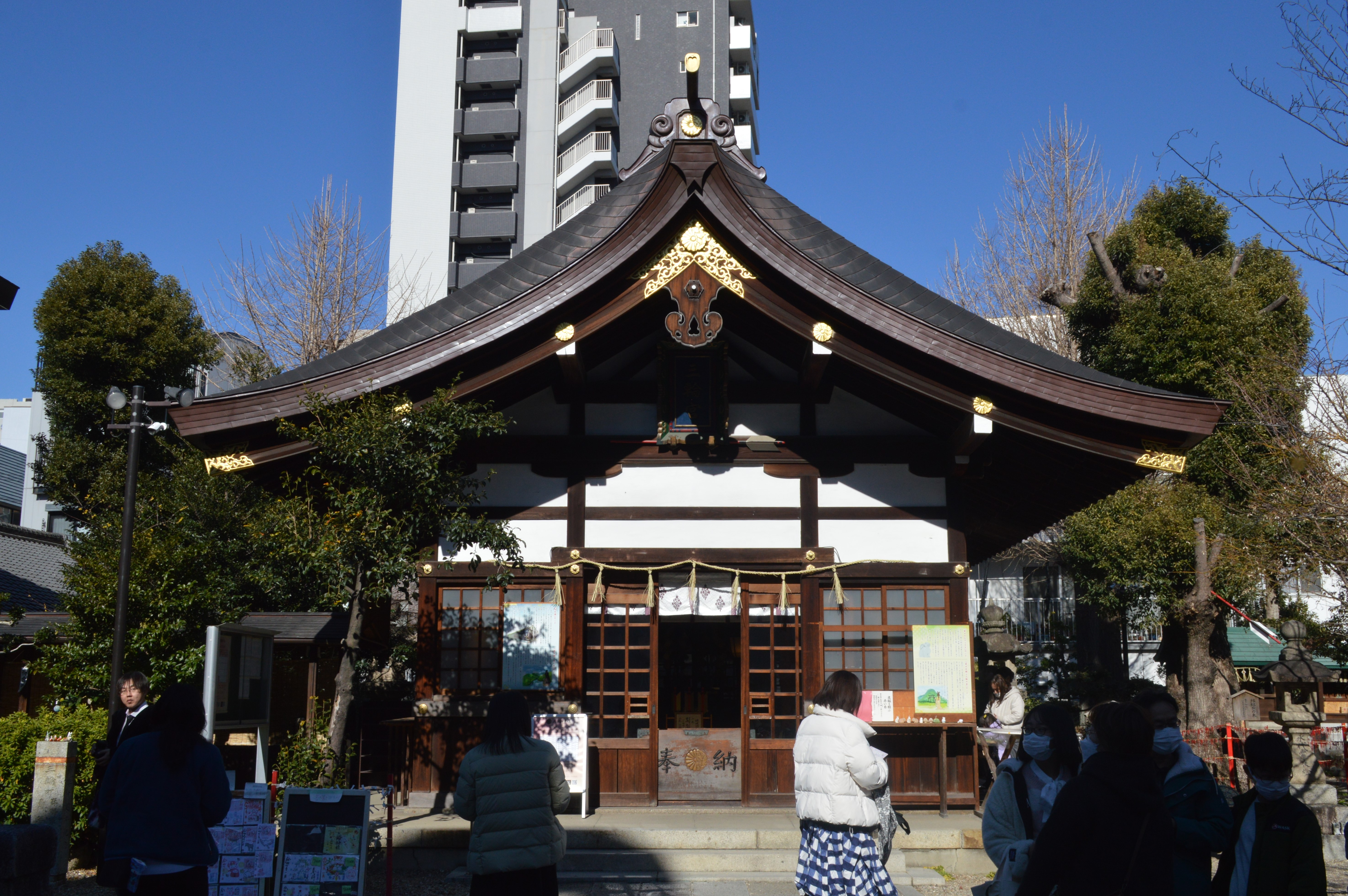
三輪神社
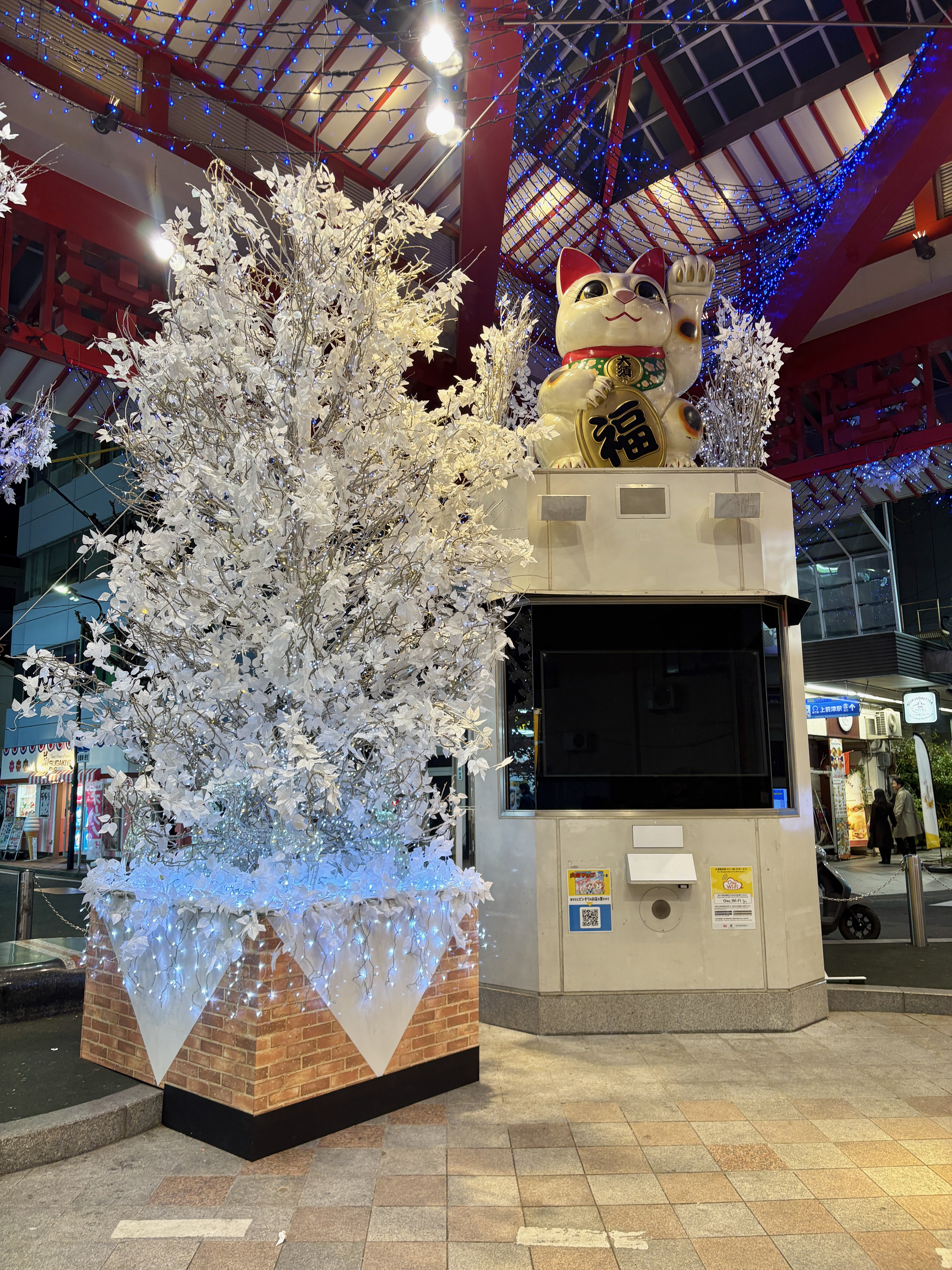
ふれあい広場
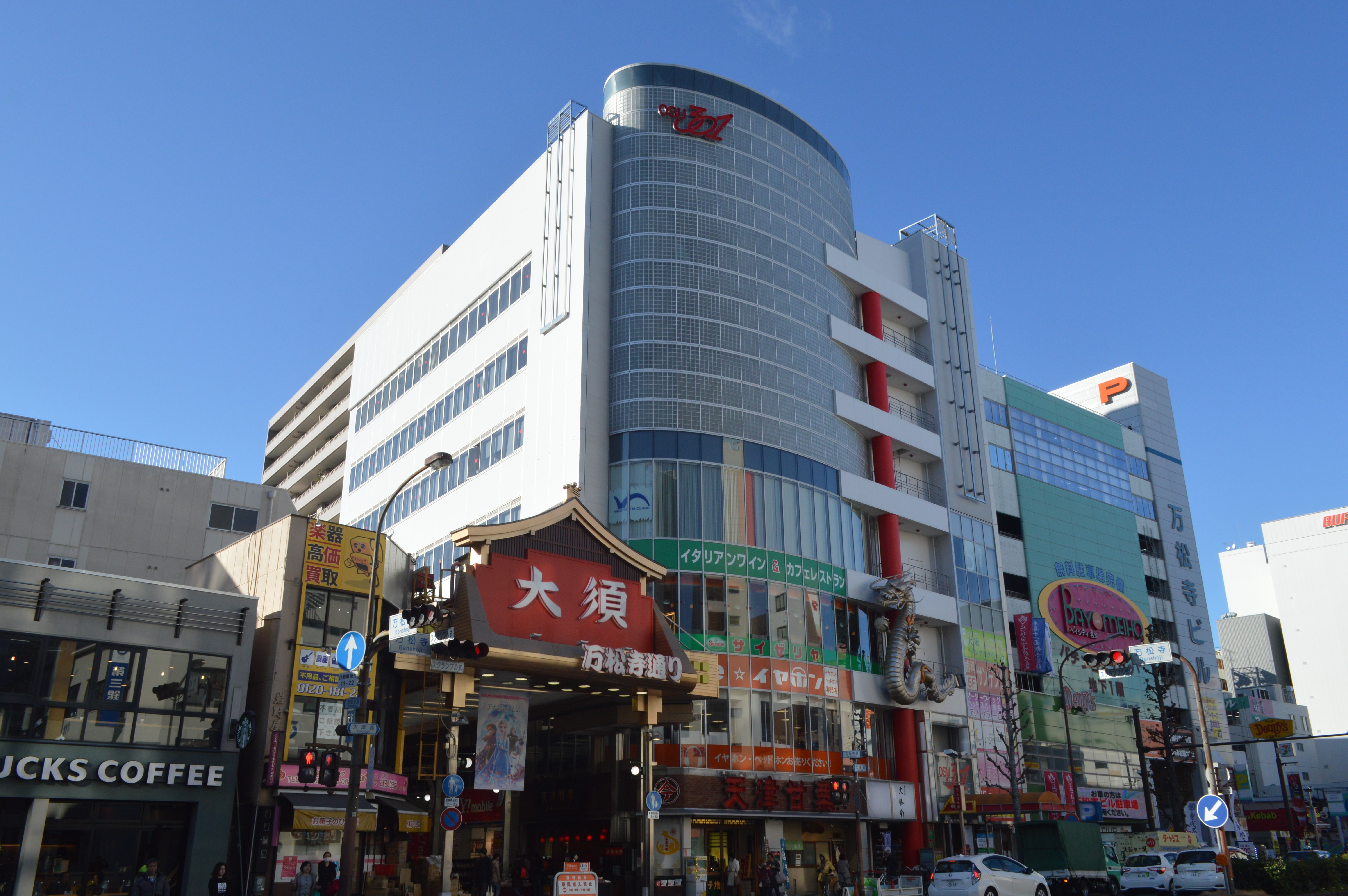
大須301ビル
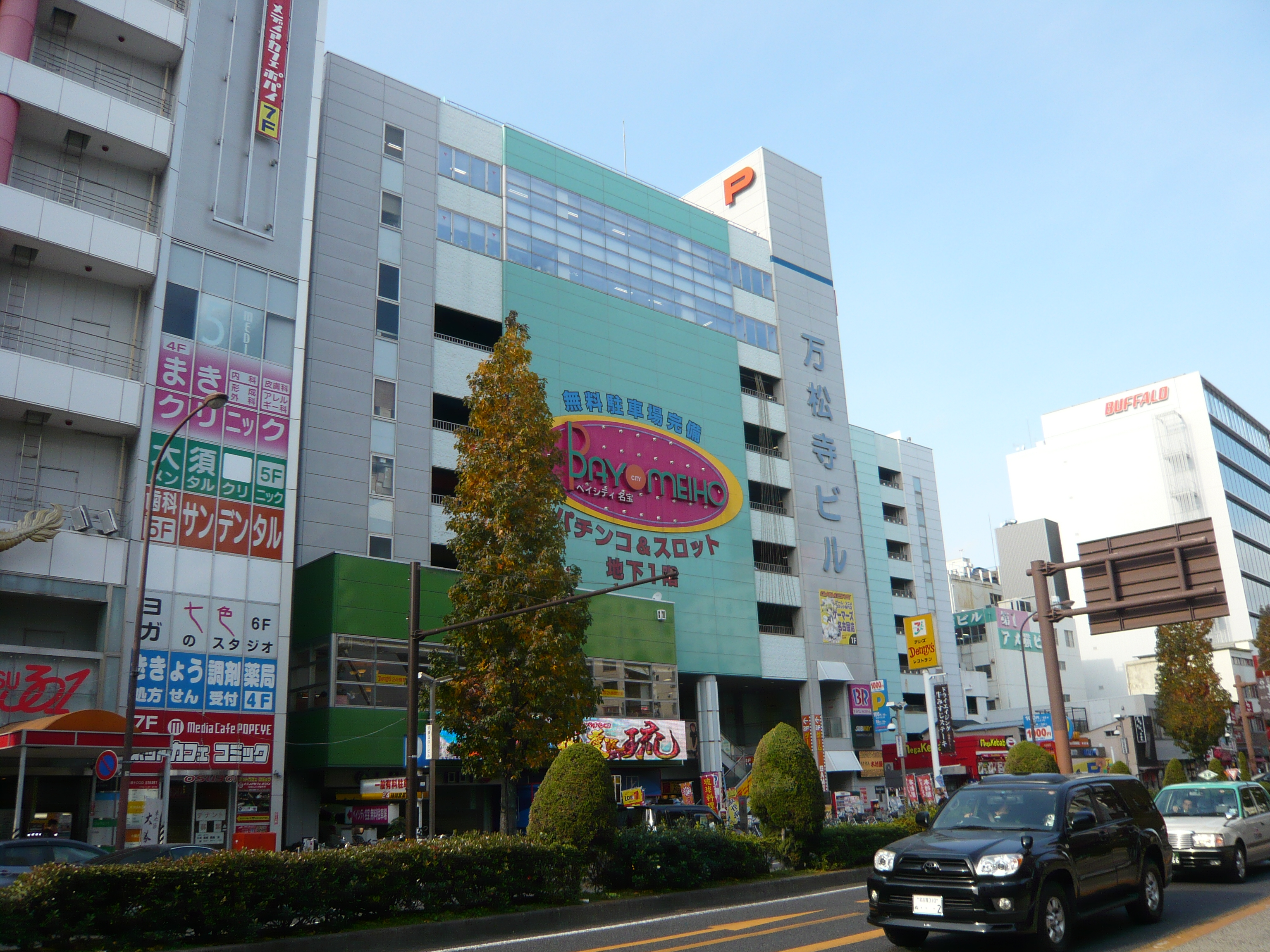
万松寺ビル
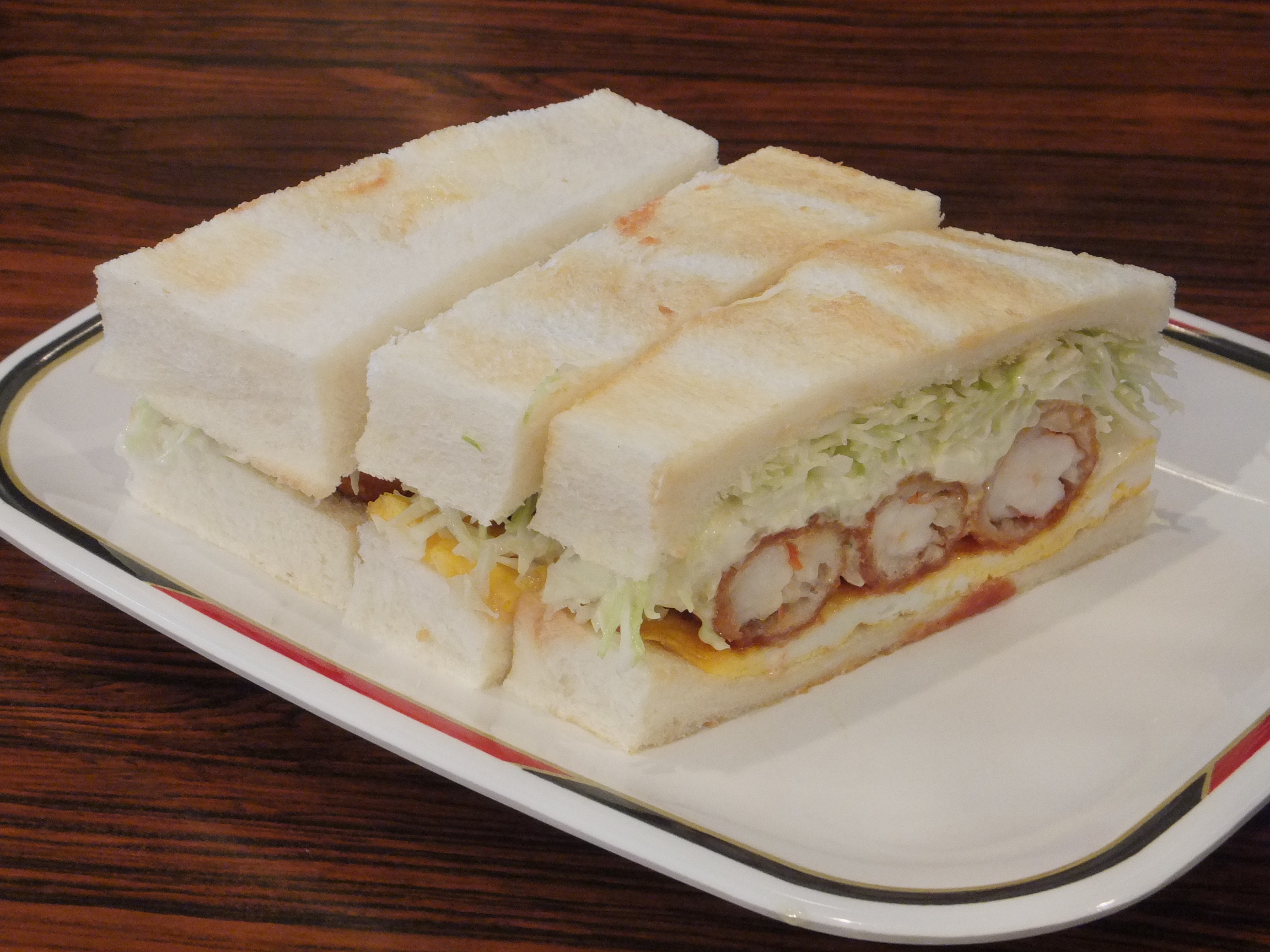
コンパル大須本店
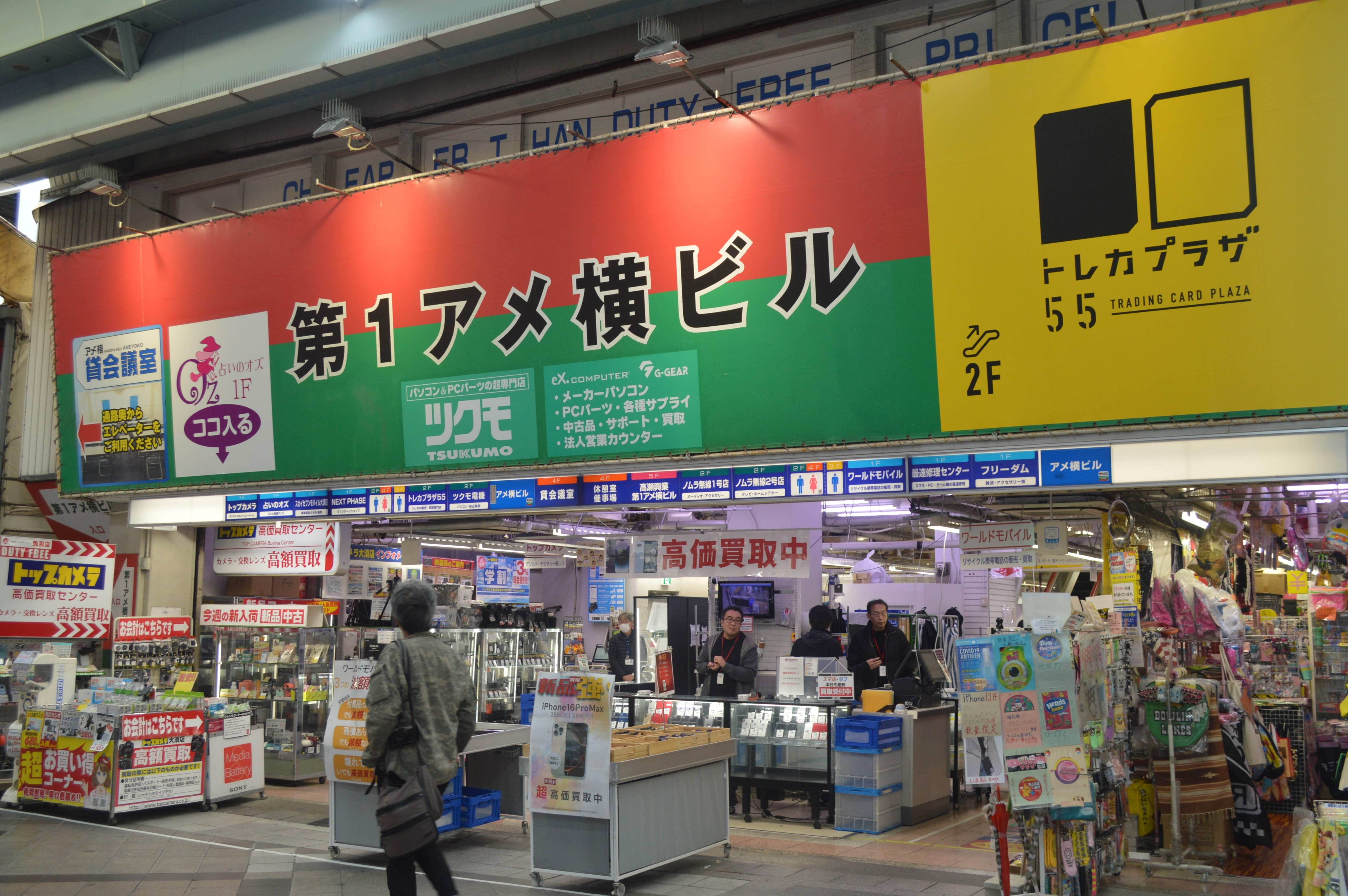
第1アメ横ビル
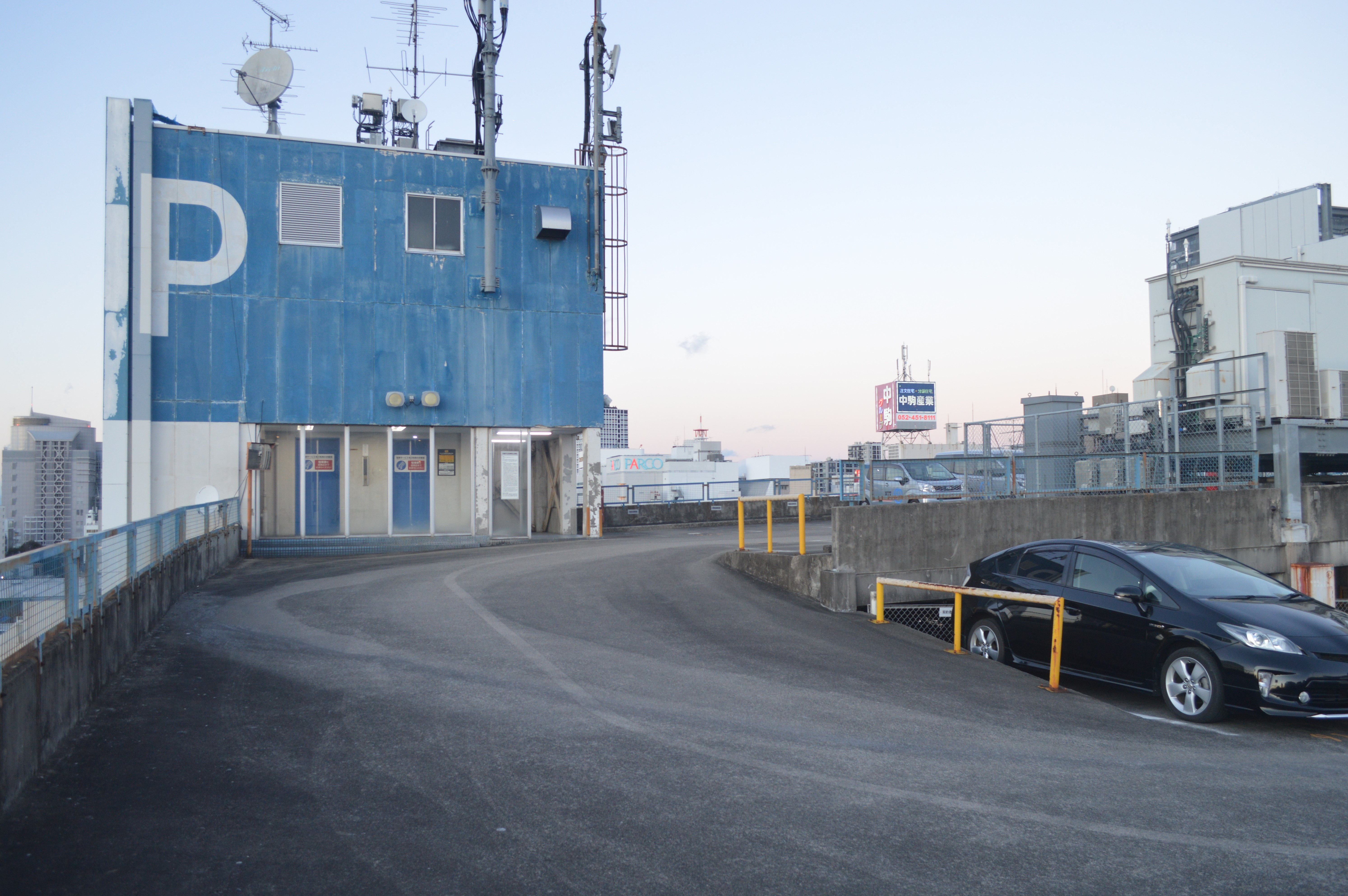
万松寺パーキングビル
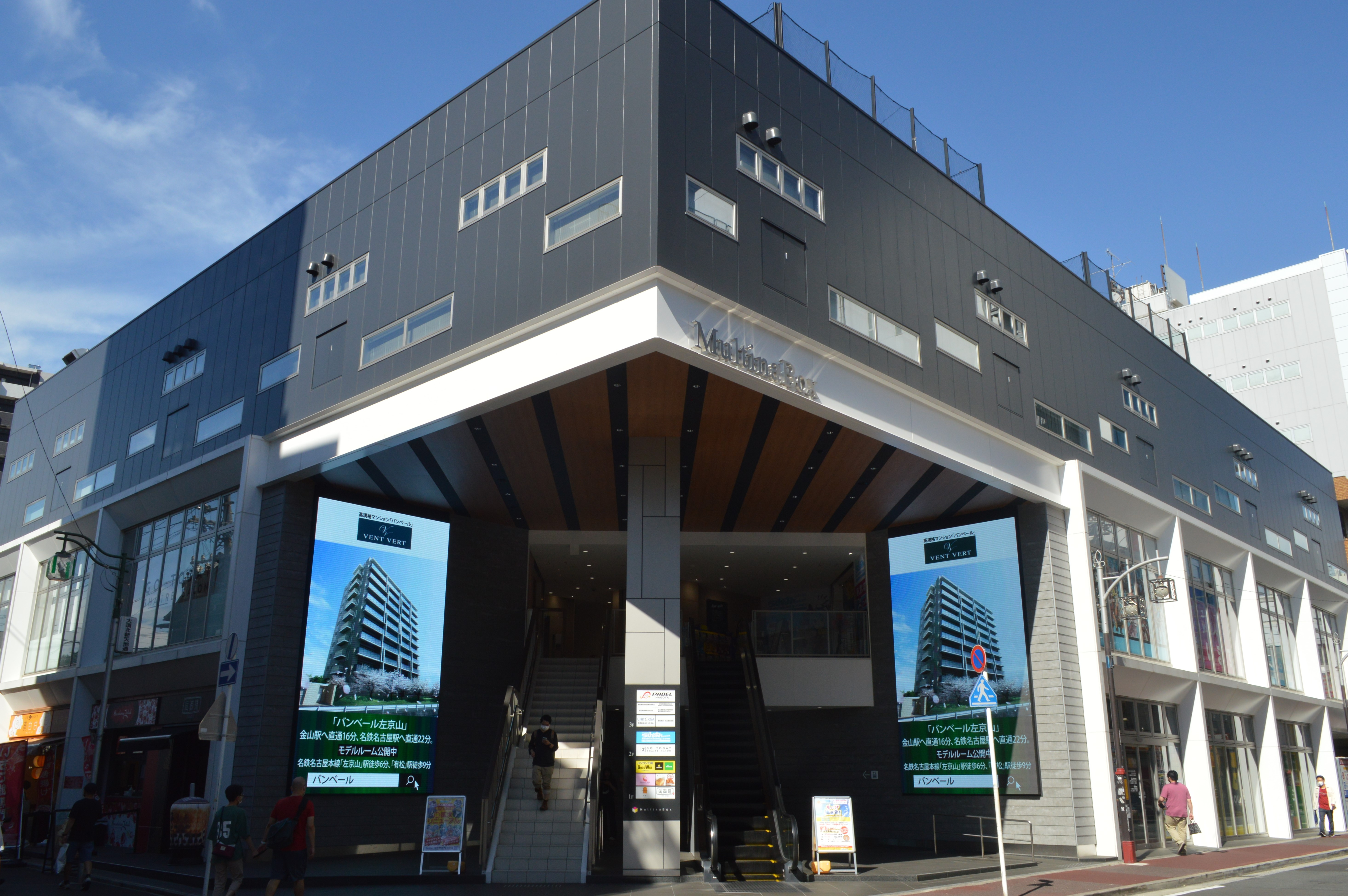
MultinaBox

### かつて存在した施設
- 万松寺日活 - 映画館。1936年（昭和11年）12月31日に帝国劇場が開館。戦後には1946年（昭和21年）12月に万松寺日活が開館。1973年（昭和48年）11月閉館。跡地は万松寺ビルなど。
- 名古屋劇場 - 映画館。 1934年（昭和9年）6月1日開館。1972年（昭和47年）6月18日閉館。跡地は第1アメ横ビル。
- 大須大映 - 映画館。1927年（昭和2年）5月31日に常盤館として開館。戦後には平和劇場という名称だった時期もある。1972年（昭和47年）頃閉館。跡地は万松寺パーキングビル。
- 日活シネマ - 映画館。1951年（昭和26年）10月開館。1976年（昭和51年）頃閉館。跡地は万松寺パーキングビル。
- 中公設市場 - 公設市場。1918年（大正7年）11月15日に設置され、1924年（大正13年）1月21日に移転。2017年（平成29年）4月閉鎖。跡地はMultinaBox。
- 赤門コニー劇場 - 映画館。1952年（昭和27年）8月8日に開館し、1959年（昭和34年）11月30日閉館。
- 黄花園（奥村黄花園） - 菊人形の展示場。1894年（明治27年）に奥村伊三郎によって設立され、1936年（昭和11年）まで営業した。

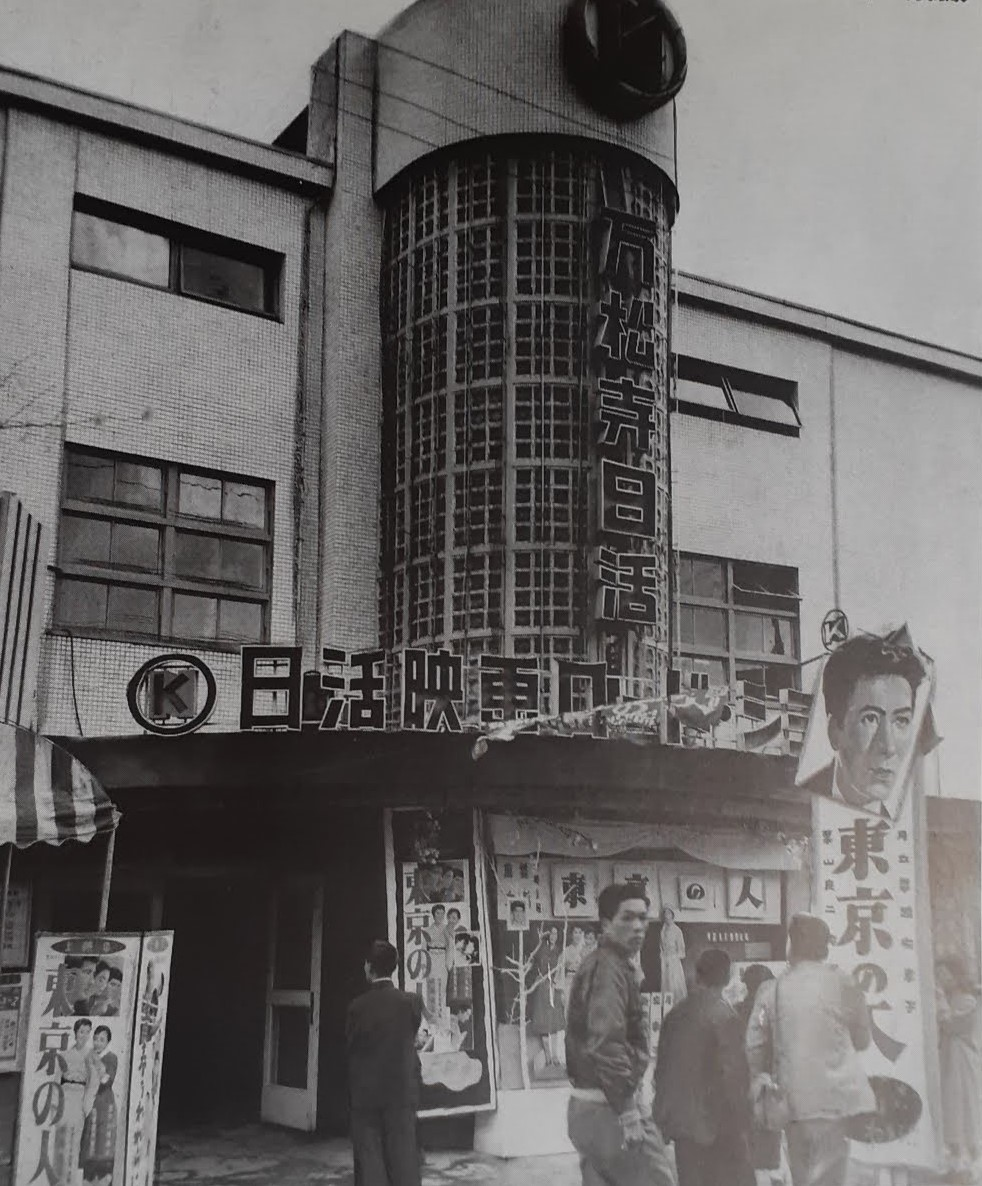
万松寺日活
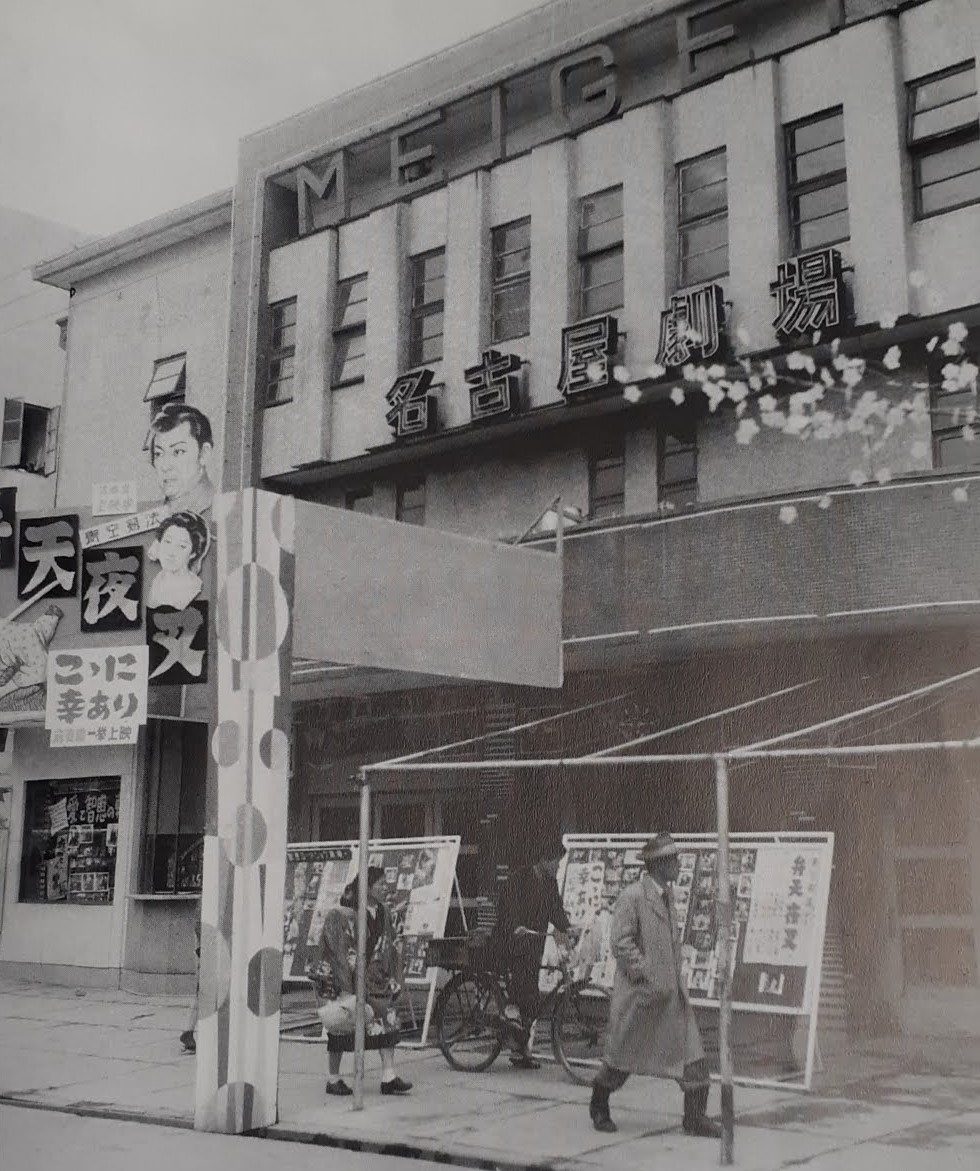
名古屋劇場
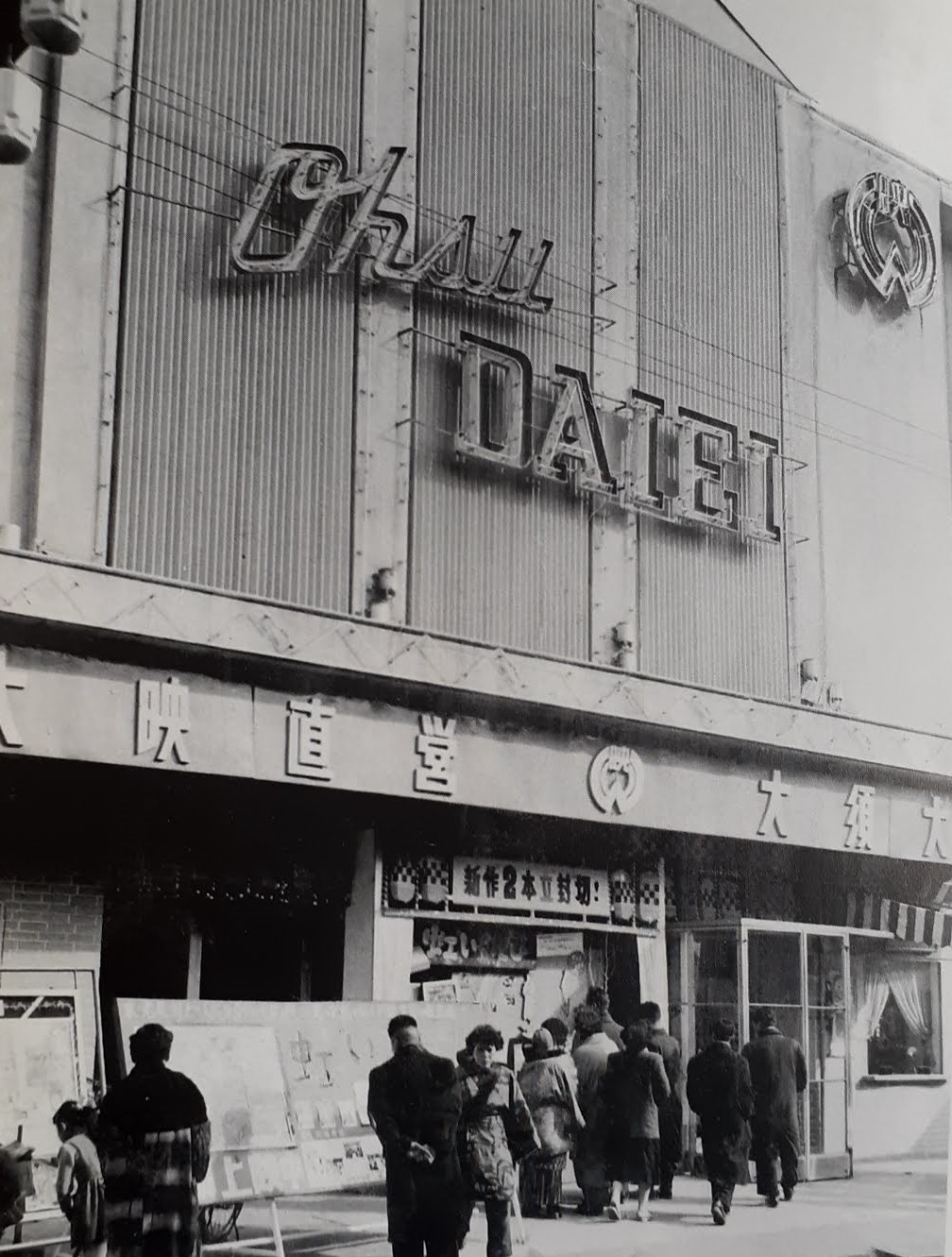
大須大映劇場
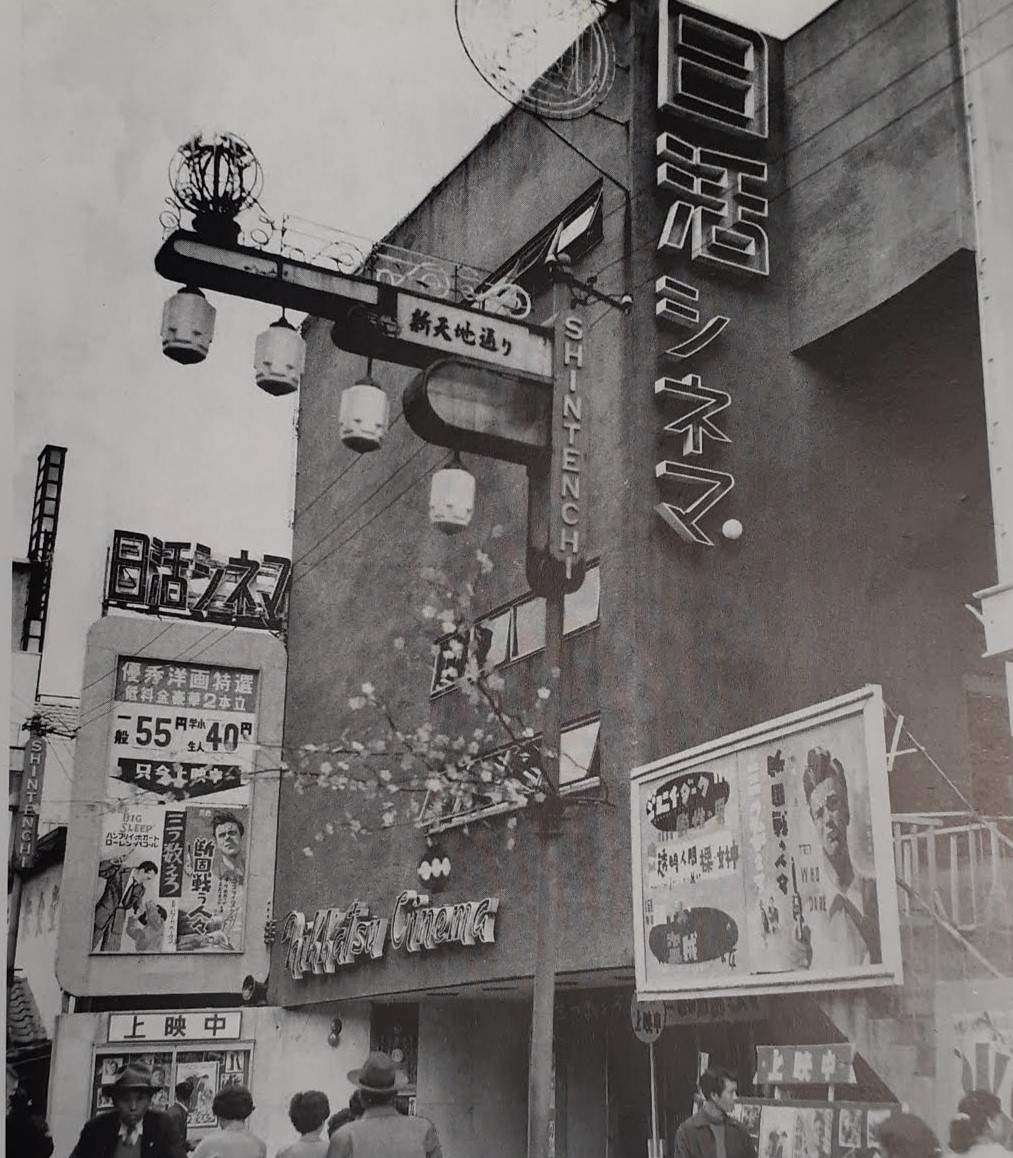
日活シネマ
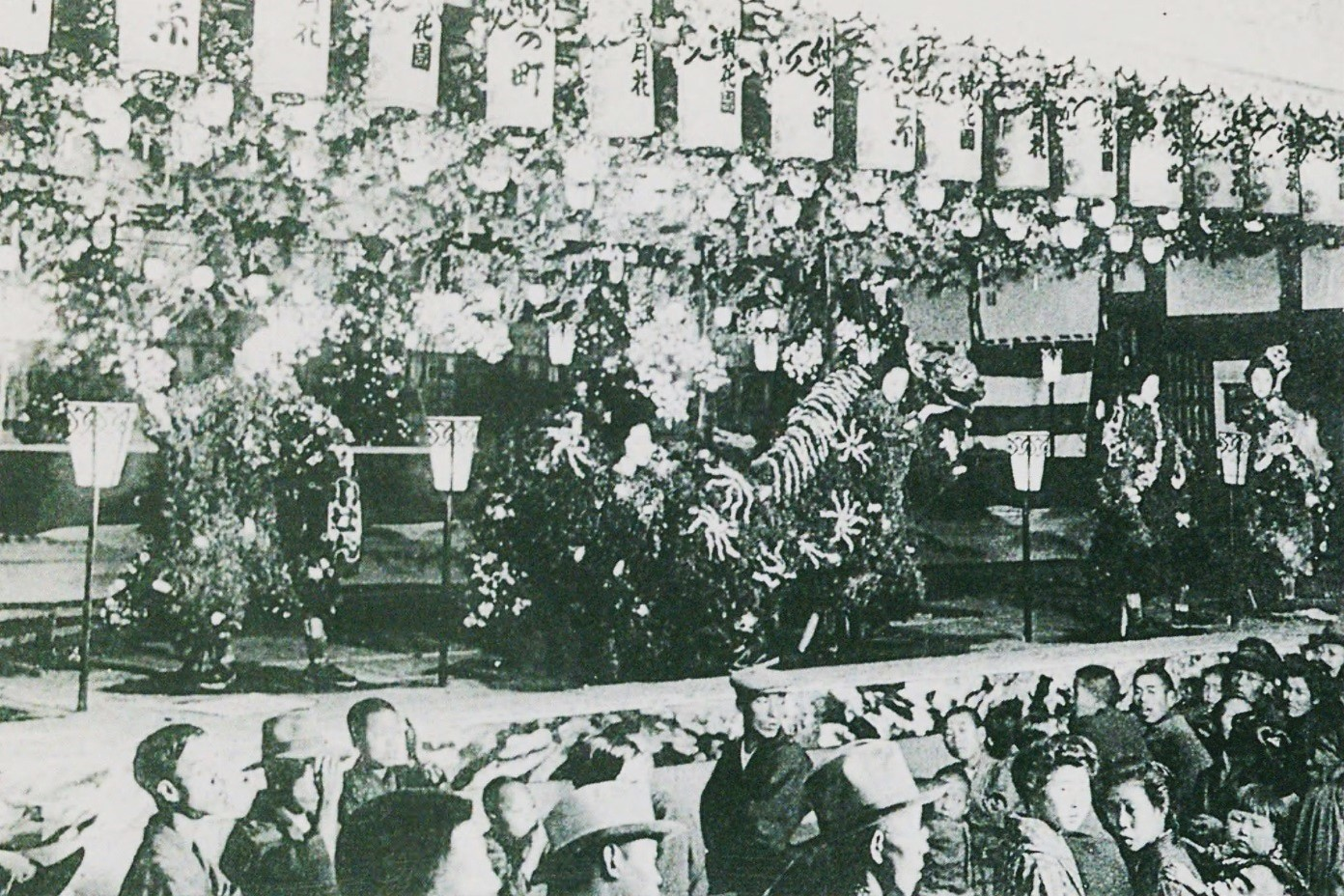
黄花園